# Liste deutschsprachiger Philosophen
Diese Liste umfasst Philosophen aus dem deutschsprachigen Raum, die ihre Werke in deutscher Sprache publiziert haben.
(Viele sind entnommen dem Metzler-Philosophen-Lexikon von 1995, ISBN 3-476-01428-2).

## A
- Günter Abel (* 1947), Homberg
- Karl Acham (* 1939), Leoben, Steiermark
- Erich Adickes (1866–1928), Bremen
- Theodor W. Adorno (1903–1969), Frankfurt am Main
- Hans Albert (1921–2023), Köln
- Johannes Althusius (~1563–1638), Diedenshausen
- Anton Wilhelm Amo (* um 1703 – nach 1753) Nkubeam bei Axim, heute Ghana
- Günther Anders (1902–1992), Breslau
- Arno Anzenbacher (* 1940), Mainz
- Karl-Otto Apel (1922–2017), Düsseldorf
- Ernst Friedrich Apelt (1812–1859), Reichenau
- Ernst von Aster (1880–1948), Berlin
- Hannah Arendt (1906–1975), Linden
- Andreas Arndt (* 1949), Wilhelmshaven
- Richard Avenarius (1843–1896), Paris

## B
- Franz von Baader (1765–1841), München
- Alfred Baeumler (1887–1968), Neustadt an der Tafelfichte (Böhmen)
- Arno Baruzzi (1935–2016), Singen am Hohentwiel
- Bruno Bauch (1877–1942), Groß-Nossen
- Bruno Bauer (1809–1882), Eisenberg
- Alexander Gottlieb Baumgarten (1714–1762), Berlin
- Eduard Baumgarten (1898–1982), Freiburg
- Hans Michael Baumgartner (1933–1999), München
- Erich Becher (1882–1929), Reinshagen
- Heinrich Beck (1929–2024), München
- Oskar Becker (1889–1964), Leipzig
- Werner Becker (1937–2009), Lauterbach
- Ansgar Beckermann (* 1945), Bielefeld
- Siegfried Behn (1884–1970), Hamburg
- Balthasar Bekker (1634–1698), Amsterdam
- Michael Benedikt (1928–2012), Wien
- Friedrich Eduard Beneke (1798–1854), Berlin
- Walter Benjamin (1892–1940), Berlin
- Max Bense (1910–1990), Straßburg
- Wilhelm Raimund Beyer (1902–1990), Nürnberg
- Walter Biemel (1918–2015), Kronstadt
- Günther Bien (1936–2023), Mönchengladbach
- Peter Bieri (1944–2023), Bern
- Ernst Bloch (1885–1977), Ludwigshafen
- Hans Blumenberg (1920–1996), Lübeck
- Heribert Boeder (1928–2013), Adenau
- Franz Böhm (1903–1946), München
- Jakob Böhme (1575–1624), Görlitz
- Otto Friedrich Bollnow (1903–1991), Stettin
- Bernard Bolzano (1781–1848), Prag
- Friedrich Ludewig Bouterweck (1766–1828), Oker
- Franz Brentano (1838–1917), Boppard
- Cay Baron von Brockdorff (1874–1946), Itzehoe
- Jan M. Broekman (* 1931), Voorburg, Niederlande
- Walter Brugger (1904–1990), Radolfzell am Bodensee
- Martin Buber (1878–1965), Wien
- Thomas Buchheim (* 1957), München

## C
- Rudolf Carnap (1891–1970), Ronsdorf
- Bernhard Casper (1931–2022)
- Ernst Cassirer (1874–1945), Breslau
- Volker Caysa (1957–2017), Leipzig
- Hermann Cohen (1842–1918), Coswig
- Hedwig Conrad-Martius (1888–1966), Berlin
- Christian August Crusius (1715–1775), Leuna

## D
- Paul Deussen (1845–1919), Oberdreis
- Alwin Diemer (1920–1986), Eisenberg (Pfalz)
- Josef Dietzgen (1828–1888), Siegburg
- Wilhelm Dilthey (1833–1911), Wiesbaden
- Andreas Dorschel (* 1962), Wiesbaden
- Hans Driesch (1867–1941), Kreuznach
- Helene von Druskowitz (1856–1918), Hietzing bei Wien
- Karl Eugen Dühring (1833–1921), Berlin
- Klaus Düsing (1940–2023)
- Adolf Dyroff (1866–1943), Damm

## E
- Julius Ebbinghaus (1885–1981), Berlin
- Hans Ebeling (* 1939), Braunschweig
- Ferdinand Ebner (1882–1931), Wiener Neustadt
- Meister Eckhart (*~1260–1328), Hochheim oder Tambach
- Friedrich Engels (1820–1895), Barmen
- Wilhelm K. Essler (* 1940), Groß Glockersdorf, Landkreis Troppau

## F
- Ferdinand Fellmann (1939–2019). Hirschberg im Riesengebirge
- Rafael Ferber (* 1950), Luzern
- Ludwig Feuerbach (1804–1872), Landshut
- Paul Feyerabend (1924–1994), Wien
- Immanuel Hermann Fichte (1796–1879), Jena
- Johann Gottlieb Fichte (1762–1814), Rammenau
- Eugen Fink (1905–1975), Konstanz
- Franz Fischer (1929–1970), Niederösterreich
- Kuno Fischer (1824–1907), Sandewalde
- Kurt Flasch (* 1930), Mainz
- Helmut Fleischer (1927–2012), Darmstadt
- Vilém Flusser (1920–1991), Prag
- Maximilian Forschner (* 1943), Reichling
- Rainer Forst (* 1964), Wiesbaden
- Manfred Frank (* 1945), Wuppertal
- Michael Franz (* 1937), Berlin
- Gottlob Frege (1848–1925), Wismar
- Gerhard Frey (1915–2002), Innsbruck
- Hermann Friedmann (1873–1957), Heidelberg
- Jakob Friedrich Fries (1773–1843), Jena
- Erich Fromm (1900–1980), Frankfurt a. M.
- Gerhard Funke (1914–2006), Leopoldshall

## G
- Markus Gabriel (* 1980), Remagen,
- Hans-Georg Gadamer (1900–2002), Marburg
- Gerhard Gamm (* 1947), Darmstadt
- Christian Garve (1742–1798), Breslau
- Arnold Gehlen (1904–1976), Leipzig
- Petra Gehring (* 1961), Darmstadt
- Jean Gebser (1905–1973), Posen
- Joseph Geyser (1869–1948), Erkelenz
- Carl Friedrich Gethmann (* 1944), Essen
- Hermann Glockner (1896–1979), Fürth
- Karen Gloy (* 1941), Itzehoe
- Carl Göring (1841–1879), Leipzig
- Wilhelm Goerdt (1921–2014), Bochum
- Gerd-Günther Grau (1921–2016), Hamburg
- Eberhard Grisebach (1880–1945), Hannover
- Gotthard Günther (1900–1984), Arnsdorf
- Ute Guzzoni (* 1934), Greifswald

## H
- Jürgen Habermas (* 1929), Düsseldorf
- Ernst Haeckel (1834–1919), Potsdam
- Alois Halder (1928–2020), Ulm
- Johann Georg Hamann (1730–1788), Königsberg
- Byung-Chul Han (*1959), Seoul
- Wolfgang Harich (1923–1995), Königsberg
- Dirk Hartmann (* 1964), Erlenbach am Main
- Eduard von Hartmann (1842–1906), Berlin
- Nicolai Hartmann (1882–1950), Riga
- Georg Wilhelm Friedrich Hegel (1770–1831), Stuttgart
- Martin Heidegger (1889–1976), Meßkirch
- Heinz Heimsoeth (1886–1975), Köln
- Erich Heintel
- Klaus Hemmerle (1929–1994), Freiburg i. Br.
- Carl Gustav Hempel (1905–1997), Oranienburg
- Hans-Eduard Hengstenberg (1904–1998), Homberg
- Paul Hensel (1860–1930), Königsberg
- Johann Friedrich Herbart (1776–1841), Oldenburg
- Richard Herbertz (1878–1959), Köln
- Johann Gottfried Herder (1744–1803), Mohrungen
- Eugen Herrigel (1884–1955), Lichtenau (Baden)
- Jeanne Hersch (1910–2000), Genf
- Johannes Hessen (1889–1971), Lobberich
- Moses Hess (1812–1875), Bonn
- Walter Hoeres (1928–2016), Gladbeck
- Otfried Höffe (* 1943), Leobschütz
- Norbert Hoerster (* 1937), Lingen
- Wolfram Hogrebe (* 1945), Warburg, Westfalen
- Alexander Hollerbach (1931–2020), Gaggenau (Baden)
- Hans Heinz Holz (1927–2011), Frankfurt am Main
- Harald Holz (1930–2024), Freiburg im Breisgau
- Karl Holzamer (1906–2007), Frankfurt am Main
- Richard Hönigswald (1875–1947), Magyaróvár
- Max Horkheimer (1895–1973), Zuffenhausen
- Ernst Horneffer (1871–1954), Stettin
- Herbert Hörz (1933–2024), Berlin
- Vittorio Hösle (* 1960), Mailand
- Christoph Hubig (* 1952), Saarbrücken
- Wilhelm von Humboldt (1767–1835), Potsdam
- Edmund Husserl (1859–1938), Proßnitz

## I
- Christian Illies (* 1963), Bamberg

## J
- Friedrich Heinrich Jacobi (1743–1819), Düsseldorf
- Klaus Jacobi (* 1936), Köln
- Günther Jacoby (1881–1969), Königsberg
- Erich Jaensch (1883–1940), Breslau
- Peter Janich (1942–2016), München
- Karl Jaspers (1883–1969), Oldenburg
- Wilhelm Jerusalem (1854–1923), Dřenitz,
- Karl Joël (1864–1934), Hirschberg/Schlesien
- Hans Jonas (1903–1993), Mönchengladbach

## K
- Friedrich Kambartel (1935–2022), Münster
- Wilhelm Kamlah (1905–1976), Hohendorf
- Immanuel Kant (1724–1804), Königsberg
- Karl Kautsky (1854–1938), Prag
- Geert Keil (* 1963), Düsseldorf
- Roland Kipke (* 1972), Wolfenbüttel
- Ludwig Klages (1872–1956), Hannover
- Georg Klaus (1912–1974), Berlin
- Friedrich Klimke (1878–1924), Golleow
- Wolfgang Kluxen (1922–2007), Bensberg
- Josef König (1893–1974), Kaiserslautern
- Panajotis Kondylis (1943–1998), Olympia
- Karl Korsch (1886–1961), Tostedt
- Victor Kraft (1880–1975), Wien
- Karl Christian Friedrich Krause (1781–1832), Eisenberg
- Hermann Krings (1913–2004), Aachen
- Richard Kroner (1884–1974), Breslau
- Gerhard Krüger (1902–1972), Wilmersdorf b. Berlin
- Hans-Peter Krüger (* 1954), Potsdam
- Lothar Kühne (1931–1985), Berlin
- Eugen Kühnemann (1868–1946), Hannover
- Helmut Kuhn (1899–1991), Lüben
- Hans Küng (1928–2021), Luzern, Tübingen

## L
- Bernhard Lakebrink (1904–1991), Asseln bei Paderborn
- Johann Heinrich Lambert (1728–1777), Mülhausen
- Friedrich Albert Lange (1828–1875), Wald bei Solingen
- Emil Lask (1875–1915), Wadowice
- Adolf Lasson (1832–1917), Strelitz
- Gottfried Wilhelm Leibniz (1646–1716), Leipzig
- Hans Lenk (1935–2024), Karlsruhe
- Gotthold Ephraim Lessing (1729–1781), Kamenz
- Theodor Lessing (1872–1933), Hannover
- Bruno Liebrucks
- Godehard Link (* 1944), Eickelborn
- Hans Lipps (1889–1941), Pirna
- Theodor Lipps (1851–1914), Wallhalben
- Hermann Lotze (1817–1881), Bautzen
- Kuno Lorenz (* 1932), Vachdorf
- Paul Lorenzen (1915–1994), Kiel
- Karl Löwith (1897–1973), München
- Hermann Lübbe (* 1926), Aurich
- Rudolf Lüthe (* 1948), Wassenberg
- Heinrich Lützeler (1902–1988), Bonn
- Niklas Luhmann (1927–1998), Lüneburg
- Georg Lukács (1885–1971), Budapest
- Holger Lyre (* 1965), ?

## M
- Ernst Mach (1838–1916), Turas
- Dietrich Mahnke (1884–1939), Verden
- Heinrich Maier (1867–1933), Heidenheim an der Brenz
- Salomon Maimon (~1752–1800), Mir
- Philipp Mainländer (1841–1876), Offenbach am Main
- Siegfried Marck (1889–1957), Breslau
- Ernst Marcus (1856–1928), Kamen
- Herbert Marcuse (1898–1979), Berlin
- Odo Marquard (1928–2015), Stolp
- Gottfried Martin (1901–1972), Bonn
- Karl Marx (1818–1883), Trier
- Georg Mehlis (1878–1942), Hannover
- Moses Mendelssohn (1729–1786), Dessau
- Paul Menzer (1873–1960), Halle (Saale)
- Thomas Metzinger (* 1958), Frankfurt am Main
- Hans Meyer (1884–1966), Etzenbach
- Georg Misch (1878–1965), Berlin
- Jürgen Mittelstraß (* 1936), Düsseldorf
- Willy Moog (1888–1935), Neuengronau
- Max Müller (1906–1994), Offenburg
- Severin Müller (1942–2023)

## N
- Herta Nagl-Docekal (1944), Wels, Oberösterreich
- Paul Natorp (1854–1924), Düsseldorf
- Leonard Nelson (1882–1927), Berlin
- Hans-Joachim Niemann (1941), Kiel
- Friedrich Nietzsche (1844–1900), Röcken bei Lützen

## O
- Klaus Oehler (1928–2020), Solingen
- Otto-Peter Obermeier (* 1941), Zürich
- Peter Lothar Oesterreich (* 1954), Wesel am Rhein
- Traugott Oesterreich (1880–1949), Stettin
- Ernst Wolfgang Orth (1936–2024), Bonn
- M. A. C. Otto (1918–2005), Freiburg i. Br.

## P
- Günther Patzig (1926–2018), Kiel
- Michael Pauen (* 1956), Krefeld
- Friedrich Paulsen (1846–1908), Langenhorn bei Niebüll
- Herlinde Pauer-Studer (* 1953), Bludenz, Vorarlberg
- Annemarie Pieper (1941–2024), Düsseldorf
- Helmuth Plessner (1892–1985), Wiesbaden
- Otto Pöggeler (1928–2014), Attendorn
- Karl Popper (1902–1994), Wien
- Richard David Precht (* 1964), Solingen
- Samuel von Pufendorf (1632–1694), Dorfchemnitz

## R
- Günter Ralfs (1899–1960), Braunschweig
- Hans-Christoph Rauh (* 1939), Berlin und Greifswald
- Johannes Rehmke (1848–1930), Hainholz
- Jakob Friedrich Reiff (1810–1879), Vaihingen an der Enz
- Klaus Reich (1906–1996), Berlin
- Hans Reichenbach (1891–1953), Hamburg
- Carl Leonhard Reinhold (1757–1823), Wien
- Josef Reiter (* 1937), Újezd Svatého Kříže
- Heinrich Rickert (1863–1936), Danzig
- Alois Riehl (1844–1924), Bozen
- Fritz-Joachim von Rintelen (1898–1979), Stettin
- Joachim Ritter (1903–1974), Münster
- Frithjof Rodi (* 1930), Pforzheim
- Heinrich Rombach (1923–2004), Freiburg
- Karl Rosenkranz (1805–1879), Magdeburg
- Franz Rosenzweig (1886–1929), Kassel
- Kurt Röttgers (* 1944), Marienwerder, polnisch: Kwidzyn

## S
- Paul Sailer-Wlasits (* 1964), Wien
- Lothar Schäfer (1934–2020), ?
- Richard Schaeffler (1926–2019), München
- Maria Schätzle Pseudonym: M. A. C. Otto (1918–2005) lebte in Freiburg i. Br.
- Johannes Scheffler, genannt Angelus Silesius (1624–1677), Breslau (?)
- Claus-Artur Scheier (* 1942), Leipzig
- Max Scheler (1874–1928), München
- Friedrich Wilhelm Joseph Schelling (1775–1854), Leonberg
- Friedrich Schiller (1759–1805), Marbach am Neckar
- Friedrich Schleiermacher (1768–1834), Breslau
- Annette Schlemm (* 1961), Bonn
- Moritz Schlick (1882–1936), Berlin
- Wilhelm Schmid (* 1953), Billenhausen
- Michael Schmidt-Salomon (* 1967), Trier
- Wolfdietrich Schmied-Kowarzik (* 1939), Friedberg (Hessen)
- Herbert Schnädelbach (1936–2024), Altenburg
- Artur Schneider (1876–1945), Neustadt/Oberschlesien
- Arthur Schopenhauer (1788–1860), Danzig
- Gottlob Ernst Schulze (1761–1833), Heldrungen
- Wilhelm Schuppe (1836–1913), Brieg
- Hermann Schwarz (1864–1951), Düren
- Oswald Schwemmer (* 1941), Hilden
- Thomas M. Seebohm (1934–2014), Gleiwitz, Oberschlesien
- Helmut Seidel (1929–2007), Leipzig
- Hans Rainer Sepp (* 1954), Rottenbuch, Oberbayern
- Ludwig Siep (* 1942), Solingen
- Gustav Siewerth (1903–1963), Hofgeismar
- Christoph von Sigwart (1830–1904), Tübingen
- Heinrich Christoph Wilhelm von Sigwart (1789–1844), Remmingsheim
- Georg Simmel (1858–1918), Berlin
- Josef Simon (1930–2016), Hupperath, Eifel
- Peter Sloterdijk (* 1947), Karlsruhe
- Alfred Sohn-Rethel (1899–1990), Neuilly-sur-Seine
- Andreas Urs Sommer (* 1972), Zofingen
- Robert Spaemann (1927–2018), Berlin
- Oswald Spengler (1880–1936), Blankenburg
- Eduard Spranger (1882–1963), Berlin-Lichterfelde
- Werner Stegmaier (* 1946), Ludwigsburg
- Wolfgang Stegmüller (1923–1991), Innsbruck
- Edith Stein (1891–1942), Breslau
- Rudolf Steiner (1861–1925), Kraljevec
- Max Stirner (1806–1856), Bayreuth
- Helene Stöcker (1869–1943), Elberfeld (heute Wuppertal)
- Gustav Wilhelm Störring (1860–1946), Voerde
- David Friedrich Strauß (1808–1874), Ludwigsburg
- Leo Strauss (1899–1973), Kirchhain
- Elisabeth Ströker (1928–2000), Dortmund
- Wilhelm Szilasi (1889–1966), Budapest

## T
- Ilmar Tammelo (1917–1982), Narva, Estland
- Bernhard H. F. Taureck (* 1943), Hildesheim
- Jacob Taubes (1923–1987), Wien
- Gustav Teichmüller (1832–1888), Braunschweig
- Holm Tetens (* 1948), Oerlinghausen
- Christian Thiel (* 1937), Neusalz an der Oder
- Martina Thom (1935–2019), Leipzig
- Johannes Thyssen (1892–1968), Langenberg (Rheinland)
- Elfriede Walesca Tielsch (1910–1993), Pommern
- Christian Thomasius (1655–1728), Leipzig
- Ernst Topitsch (1919–2003), Wien
- Peter Trawny (* 1964), Gelsenkirchen
- Ernst Tugendhat (1930–2023), Brünn

## U
- Ferdinand Ulrich (1931–2020), Odrau, heute Odry, Tschechien

## V
- Hans Vaihinger (1852–1933), Nehren
- Johannes Maria Verweyen (1883–1945), Till
- Eric Voegelin (1901–1985), Köln
- Johannes Volkelt (1848–1930), Kunzendorf
- Wilhelm Vossenkuhl (1945), Engen

## W
- Richard Wahle (1857–1935), Wien
- Bernhard Waldenfels (* 1934), Bochum
- Ferdinand Weinhandl (1896–1973), Judenburg
- Wilhelm Weischedel (1905–1975), Frankfurt am Main
- Carl Friedrich von Weizsäcker (1912–2007), Kiel
- Albrecht Wellmer (1933–2018), Bergkirchen
- Bernhard Welte (1906–1983), Meßkirch
- Max Wentscher (1862–1942), Graudenz
- Wolfgang Wieland (1933–2015), Heidenheim an der Brenz
- Lambert Wiesing (* 1963), Ahlen
- Wilhelm Windelband (1848–1915), Potsdam
- Richard Wisser (1927–2019), Worms
- Ludwig Wittgenstein (1889–1951), Wien
- Dieter Wittich (1930–2011), Leipzig
- Günter Wohlfart (* 1943), Frankfurt a. M.
- Erik Wolf (1902–1977), Biebrich
- Jean-Claude Wolf (* 1953)
- Christian Wolff (1679–1754), Breslau
- Max Wundt (1879–1963), Leipzig
- Peter Wust (1884–1940), Rissenthal

## Z
- Eduard Zeller (1814–1908), Kleinbottwar
- Rainer E. Zimmermann (* 1951), Berlin
- Rudolf Zocher (1887–1976), Großenhain
- Volker Zotz (* 1956), Luxemburg
- Klaus Zweiling (1900–1968), Berlin